# Kőszeghi Sándor
Kőszegi Sándor (1881-ig Pfeifer; Veszprém, 1859. február 16. – 1919. szeptember 2.) levéltáros, genealógus.

## Élete
Szülei Pfeifer Ferenc és Lebensorger Anna voltak.
Középiskoláit Veszprémben, egyetemi tanulmányait Budapesten végezte (1878–1883), ahol elnyerte a Bésán-féle ösztöndíjat. Ezután 1884-ben meghívták a veszprémi líceumba az egyházjog és történelem tanárául. 1891-ben kilépett az egyház kötelékéből és 1891–1895 között az Országos Levéltárban dolgozott. Gr. Almássy Györgynével Sopronban létrehozta a nyomorék gyermekek menedékházát a Maria-Josefinumot. 1896-tól Pest vármegye főlevéltárnoka volt.
Felesége Etrich Mária volt.

## Művei
- 1891 A családi levéltárakról. Nagyváradi Lapok.
- 1891 Montekukkoli pasquillja. Hadtörténelmi Közlemények.
- 1891 Mátyás királynak egy fontos hadászati levele. Hadtörténelmi Közlemények.
- 1892 Zsigmond királynak 1427-iki honvédelmi szabályzata. Hadtörténelmi Közlemények.
- 1892 A fehérvári kapu. Pesti Hirlap.
- 1892 Bajok az ujjá született Bodrogh vármegyében. Bács-Bodrogvármegyei tört. Évkönyv.
- 1892–94 Erdély összeírása 1721–22-ben. Magyar Gazdaság-történeti Szemle.
- 1892–94 Római és görög katholikus főpapságok átlagos évi jövedelme a mult század végén. Magyar Gazdaság-történeti Szemle.
- 1892–94 Magyarország áruforgalma 1733–1795-ig. Magyar Gazdaság-történeti Szemle.
- 1892–94 Kapy Zsigmond gazdasági utasítása. Magyar Gazdaság-történeti Szemle.
- 1892–94 Méhészeti tanácsadó 1661-ből. Magyar Gazdaság-történeti Szemle.
- 1892–94 Az 1735. székesfejérvári árszabás. Magyar Gazdaság-történeti Szemle.
- 1893 Imreffy Mihály följegyzései. Bács-Bodrogvármegyei tört. Évkönyv.
- 1893 Szabadka ismertetése. Századok.
- 1894 XVI-ik századi könyvtárának történetéhez. Magyar Könyvszemle.
- 1899 Nemes családok Pestvármegyében. Budapest.
- 1910 Pest vármegye nemes családai. In: Magyarország vármegyéi és városai: Magyarország monografiája – A magyar korona országai történetének, földrajzi, képzőművészeti, néprajzi, hadügyi és természeti viszonyainak, közművelődési és közgazdasági állapotának encziklopédiája. Szerk. Borovszky Samu – Sziklay János. Budapest: Országos Monográfia Társaság. 1896–1914.   → elektronikus elérhetőség Pest-Pilis-Solt-Kiskun vármegye I. kötet
- Ezer ősfa.
- Ezen kívül a Veszprémi Közlönyben (1885–86) is publikált, valamint A Zichy-codex VIII. kötetéhez is hozzájárult oklevélanyaggal.